# Шуваево (Тверская область)
Шува́ево — деревня в Селижаровском районе Тверской области. Центр Шуваевского сельского поселения.
Расположена в 24 километрах к западу от районного центра Селижарово, на реке Леменке (вытекающей из озера Лемно, находится в 1,5 км). Железнодорожная станция Шуваево на линии «Торжок — Соблаго» (Октябрьская железная дорога).
Южная часть деревни (за ж.д.) — бывшая отдельная деревня Тарасово.

## Население
| 1859 | 1889 | 1919 | 1997 | 2002 | 2008 | 2010 |
| ---- | ---- | ---- | ---- | ---- | ---- | ---- |
| 57   | ↗71  | ↗139 | ↗452 | ↘350 | ↘341 | ↘244 |

## История
По данным 1859 года в Осташковском уезде в 33 верстах от уездного города — владельческая деревня Шуваево на р. Алеменке, 8 дворов, 57 жителей.
Во второй половине XIX — начале XX века деревня относилась к Волговскому приходу Пашутинской волости Осташковского уезда. В 1889 году в деревне Синебрюхово (Шуваево) 13 дворов, 71 житель.
В 1919 Шуваево входило в состав Нивского сельсовета Пашутинской волости, 23 двора, 139 жителей. В 1928 году рядом с деревней прошла железная дорога, построена станция Шуваево.
В 1940 году деревня Шуваево (51 двор) центр Шуваевского сельсовета в составе Кировского района Калининской области. Деревня Тарасово — 14 дворов.
Во время Великой Отечественной войны Шуваево было оккупировано в октябре 1941 года, освобождено 16 января 1942 года.
В 1997 году — 205 хозяйств, 452 жителя. Администрация Шуваевского сельского округа, лесоучасток Селижаровского леспромхоза, подсобное хозяйство «Шуваево» (ранее совхоз «Шуваевский»), неполная средняя школа, ДК, библиотека, медпункт, магазин.